# Hysudra hades
Hysudra hades är en fjärilsart som beskrevs av De Nicéville 1895. Hysudra hades ingår i släktet Hysudra och familjen juvelvingar. Inga underarter finns listade i Catalogue of Life.